# Petra Paschke
Petra Paschke (* 7. September 1938 in Potsdam) ist eine deutsche Bildhauerin.

## Leben und Werk
Petra Paschke studierte von 1956 bis 1960 an der Westberliner Hochschule für Bildende Künste. 1960/1961 arbeitete sie als Restauratorin an den Berliner Staatlichen Museen, an deren Zentralen Werkstätten sie von 1961 bis 1963 eine Aspirantur hatte. Von 1963 bis 1963 war sie wissenschaftliche Zeichnerin am Berliner Museum für Vor- und Frühgeschichte. Danach arbeitete sie in Potsdam-Drewitz freischaffend als Bildhauerin. Sie erhielt in der DDR u. a. von der Stadt Potsdam Aufträge für Tierfiguren, die im öffentlichen Raum zum Klettern für Kinder dienen.
Petra Paschke war bis 1990 Mitglied des Verbands Bildender Künstler der DDR.

## Werke (Auswahl)
- Elemente des Lebens (1987/88, Kunststein und Zement; Potsdam, Grünfläche zwischen Bisamkiez 28 und 30)[1]
- Nilpferde und Wisente (1978, Betonguss; Potsdam, Breite Str. 19)[2]
- Nilpferd und Seelöwe (um 1980, Betonguss; Potsdam, Newtonstraße 12)[3]
- Radsportler (1980, Guss aus Polyester und Kunststein, 25 × 48 × 15 cm; 1983 auf der Ausstellung „Kunst und Sport“)
- Spielende Fische (1982, Terrakotta; Potsdam, Breite Str. 24)[4]

## Teilnahme an zentralen und wichtigen regionalen Ausstellungen in der DDR
- 1974 und 1984: Potsdam, Bezirkskunstausstellungen
- 1982: Berlin, Treptower Park („Plastik und Blumen“)
- 1982/1983: Dresden, IX. Kunstausstellung der DDR
- 1983: Leipzig, Messehaus am Markt („Kunst und Sport“)
- 1985: Potsdam („Kunstausstellung Potsdam“)

## Weblink
- bing.com